# Béarni mártás
A béarni mártás (sauce béarnaise) tisztított vajból, tojássárgájából, fehérborecetből és fűszernövényekből készült mártás. A hollandi mártás változata. A különbség az ízesítésben van: a béarni mártás mogyoróhagymát, fekete borsot és tárkonyt tartalmaz, míg a hollandi mártás fehér- vagy cayenne-borsot. A mártás neve a franciaországi Béarn tartományról származik. Hagyományosan steakekhez szolgálják fel.

## Történet
Egy elterjedt magyarázat szerint a mártást véletlenül találta fel Jean-Louis-François Collinet séf, aki a pommes de terre soufflées véletlen feltalálója is. Az 1836-ban megnyíló Le Pavillon Henri IV étteremben szolgálta fel először Saint-Germain-en-Laye városában. Az étterem IV. Henrik francia király egykori rezidenciájában működött, aki maga is ínyenc volt, és Béarnból származott.
Bár a mártás francia eredetű, a 20. század végén vált népszerűvé az északi országokban, ahol a helyi steak-kultúra fontos részévé vált, steak és sült krumpli mellé tálalva.

## Elkészítés
A hollandi mártáshoz hasonlóan a béarni mártás elkészítésének is több módja létezik. A leggyakoribb módszer a gőzfürdő használata, ahol a tojássárgáját folyamatos keverés közben kb. 66 °C-ra melegítik, miközben ecet, vagy citrus levének hozzáadásával redukálják. Auguste Escoffier és más források borból, ecetből, salottahagymából, friss turbolyából, friss tárkonyból és tört fekete borsból készült redukciót írnak elő (amit később leszűrnek). A redukcióhoz kis adagokban olvasztott vajat adnak, hogy krémes mártás képződjön. A hőmérséklet szabályozása kritikus, mivel a túlzott hőmérsékleten a tojás kicsapódhat.
Alternatívaként az ízesítőket egy már elkészített, citromlé nélküli hollandi mártáshoz is hozzá lehet adni. A Joy of Cooking turmixgépes eljárást ír le ugyanazokkal a hozzávalókkal.

## Változatok
- Sauce Choron (más néven béarnaise tomatée) paradicsompürét használ fűszernövények helyett.[10][11] Nevét Alexandre Étienne Choron után kapta.
- Sauce Foyot (más néven Valois) béarni mártás, amelyhez húsfényt (glace de viande) adnak.[10][12]
- Sauce Paloise mentát használ tárkony helyett.[13]